# Fort Charlemont

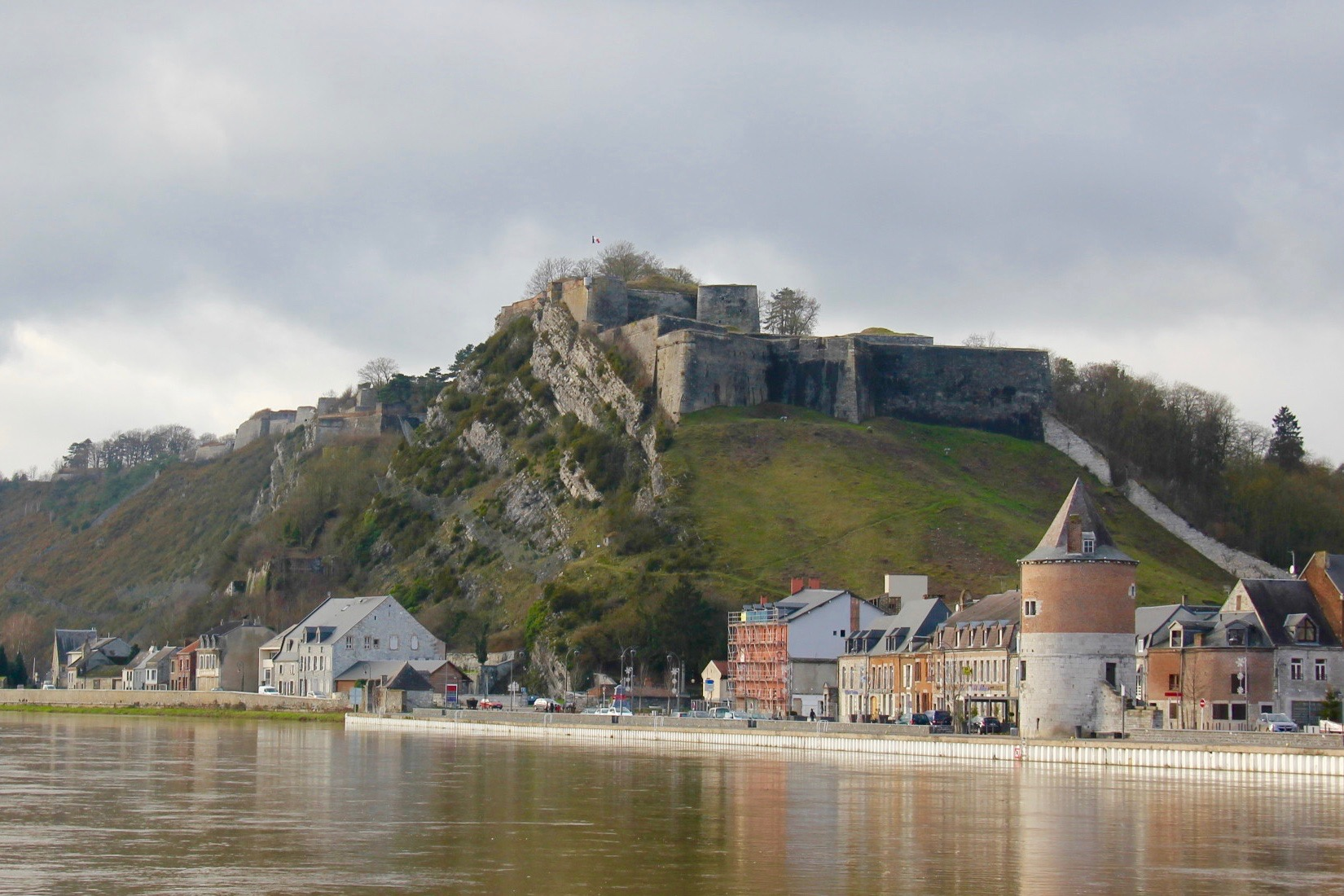
Fort Charlemont in Givet

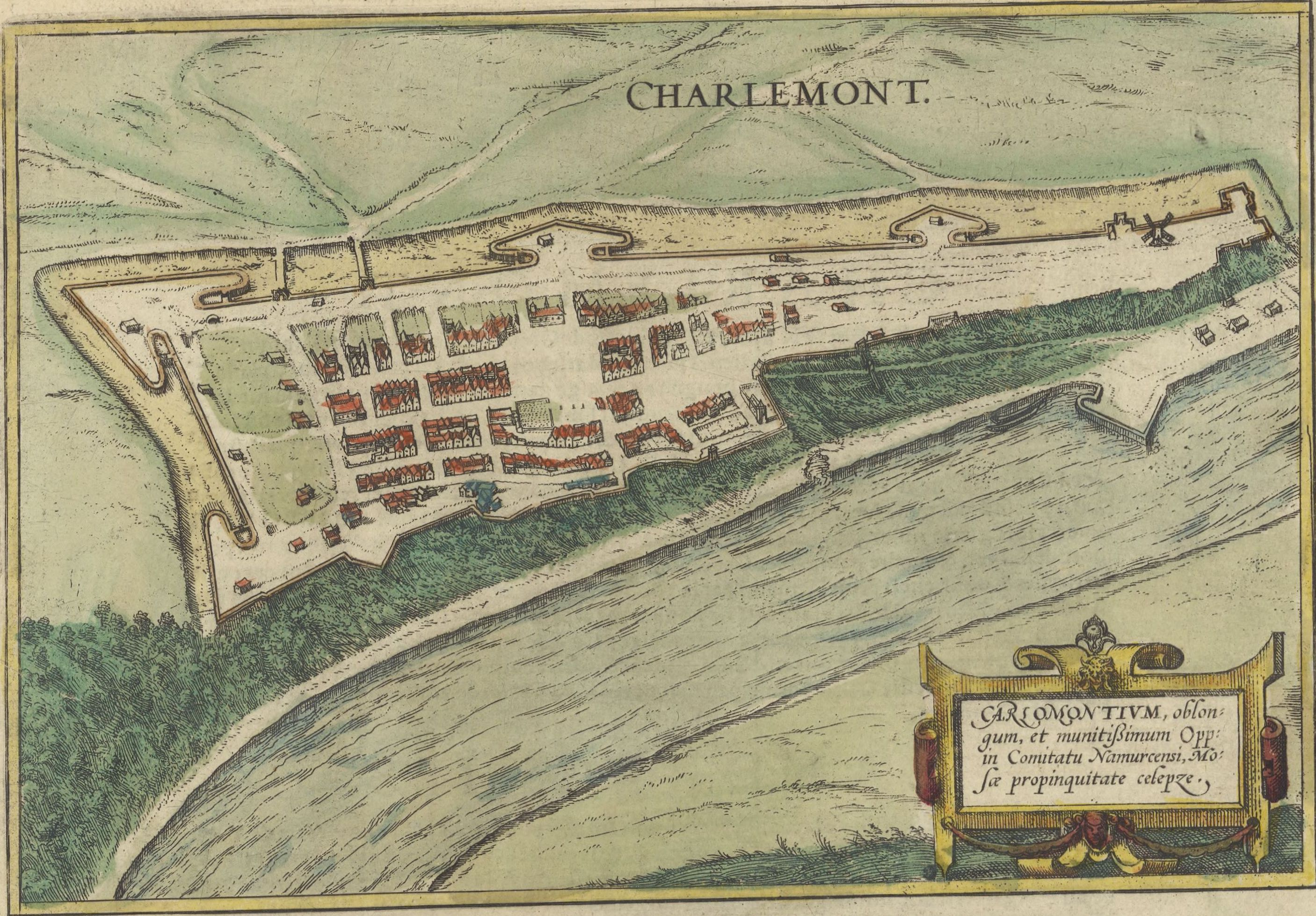
Charlemont in de Civitates orbis terrarum (editie 1645)

Het Fort Charlemont (Frans: Forteresse de Charlemont) is een citadel op de Maas in het Franse stadje Givet nabij de Belgische grens. Zij ligt op een rots in de zogenaamde Pointe de Givet in de Ardennen.

## Geschiedenis
Het fort is gebouwd onder keizer Karel V vanaf 1554/55, nadat landvoogdes Maria van Hongarije Givet had verworven van het prinsbisdom Luik. Het doel was de Habsburgse Nederlanden te verdedigen tegen koning Hendrik II van Frankrijk, met wie toen de Italiaanse Oorlog werd uitgevochten. Zijn troepen hadden recent Mariembourg veroverd en omgedoopt tot Henribourg. De architecten van Charlemont, Donato de' Boni en Jacques Dubrœucq, maakten gebruik van een onafgewerkt 15e-eeuws kasteel. De werkzaamheden werden belemmerd door een pestepidemie, die ook het leven kostte aan Maarten van Rossum, bevelhebber van het keizerlijk leger in de Nederlanden.
Een troepenmacht onder Karel van Berlaymont beschermde de werkzaamheden tegen Franse verstoring en trad op 15 en 16 juli 1555 met succes in actie in de slag bij Gimnée. Daarna gingen de werken verder onder Van Rossums opvolger, de jonge Willem van Oranje. De uitbouw in westelijke richting gebeurde door Jacob en Sebastiaan van Noyen. Tijdens de Tachtigjarige Oorlog bezetten troepen van Don Juan van Oostenrijk in de zomer van 1577 Charlemont, wat het einde inluidde van het Eeuwig Edict.
In uitvoering van het Vrede van Nijmegen werd Charlemont in februari 1680 overgedragen aan Frankrijk. Koning Lodewijk XIV liet de citadel door Vauban aanpassen aan de nieuwste inzichten rond vestingbouw. Na de Slag bij Waterloo weerstond Charlemont zes maanden lang een Pruisisch beleg, tot garnizoenscommantdant Bourke capituleerde op bevel van koning Lodewijk XVIII. De geallieerde Russen plaatsten er tot 1818 een garnizoen. Een nieuwe modernisering volgde in 1874 naar ontwerp van generaal Séré de Rivières.
In 1914 werd Charlemont gebombardeerd door de Duitsers. Er was zoveel schade dat het fort enige tijd niet meer dienstig was. Tegen de Tweede Wereldoorlog was het opnieuw bemand. Een luchtbombardement in mei 1940 slaagde niet, waarna de Duitse tanks de alternatieve route langs Aviette namen en Charlemont achteraf opruimden. Van 1962 tot 2009 was de vesting een trainingscentrum voor speciale eenheden.

## Voetnoten
1. ↑  René van Stipriaan, De Zwijger. Het leven van Willem van Oranje, 2021, p. 104-105